# 望發街
望發街（英語：Mong Fat Street）是香港新界屯門區望后石的一條街道，連接望榮街及龍門路。垃圾車昔日進出望后石谷堆填區時會通過望發街。

## 鄰近建築
- 高球港
- 望后石谷堆填區